# Tenshi no 3P!
Tenshi no 3P!! (天使の3P)
,
,
,
, thường được gọi với tên Tiếng Việt là Tam tiểu thiên thần là một sê-ri light novel Nhật Bản sáng tác bởi Sagu Aoyama và được minh hoạ bởi Tinkle. ASCII Media Works đã phát hành tám tập từ tháng 6 năm 2012 dưới ấn phẩm Dengeki Bunko của họ. Hai bộ manga đã được xuất bản bởi ASCII Media Works. Một sê-ri anime truyền hình được Project No.9 cho lên sóng từ tháng 7 đến tháng 9 năm 2017.

## Cốt truyện
Tenshi no 3P kể về Kyou Nukui là một gã hikikomori chính hiệu và là một học sinh năm nhất. Sở thích của cậu là sáng tác các ca khúc vocaloid và tải lên mạng. Ngày nọ, cậu nhận được một tin nhắn từ fan, hỏi rằng liệu họ có thể gặp cậu không. Tại địa điểm hẹn, 3 nữ sinh tiểu học đang đợi cậu ở đó. Cả ba người mong muốn thành lập một ban nhạc và họ cần sự trợ giúp từ Kyou.

## Nhân vật
Nukui Kyō (貫井 響)
Lồng tiếng bởi: Yūki Inoue
Gotō Jun (五島 潤)
Lồng tiếng bởi: Yuko Ono
Momijidani Nozomi (紅葉谷 希美)
Lồng tiếng bởi: Yurika Endō
Kaneshiro Sora (金城そら)
Lồng tiếng bởi: Aoi Koga
Nukui Kurumi (貫井 くるみ)
Lồng tiếng bởi: Rina Hidaka
Toriumi Sakura (鳥海桜花)
Lồng tiếng bởi: Kanae Itō
Sawatari Masayoshi (佐渡正義)
Lồng tiếng bởi: Toru Ohkawa
Ogi Koume (尾城小梅)
Lồng tiếng bởi: Kana Hanazawa
Aigae Yuzuha (相ヶ江柚葉)
Lồng tiếng bởi: Yuka Iguchi